# متحف رأس الخيمة الوطني
متحف رأس الخيمة الوطني هو متحف يقع في إمارة رأس الخيمة شمال دولة الإمارات العربية المتحدة. يحتوي المتحف على مجموعات أثرية وتحف تاريخية من البلاد.

## تاريخ المتحف
يقع المتحف في قلعة ضاية التي شيدت في القرن السادس عشر ، وقد هوجمت هذه القلعة من قبل البريطانيين عام 1819 بسبب مزاعم وقوع هجمات قراصنة. تم استخدام الحصن كمسكن للحاكم حتى عام 1964 ، ثم تم استخدامه كمركز للشرطة ولاحقًا كسجن. في عام 1984 ، بدأ العمل في تحويل المبنى إلى متحف ، قاد المشروع جايانث لاكسمان. وافتتح المتحف لأول مرة في عام 1987. خلال السنة الأولى من الافتتاح ، تبرع ميرشيل شنكل بمجموعة من الأصداف للمتحف. وحصل المتحف فيما بعد على أحفوريات نادرة من قبل مجموعة البيئة في دبي، والتي تم جمعها بين عامي 1984 و 1986.

## محتويات المتحف

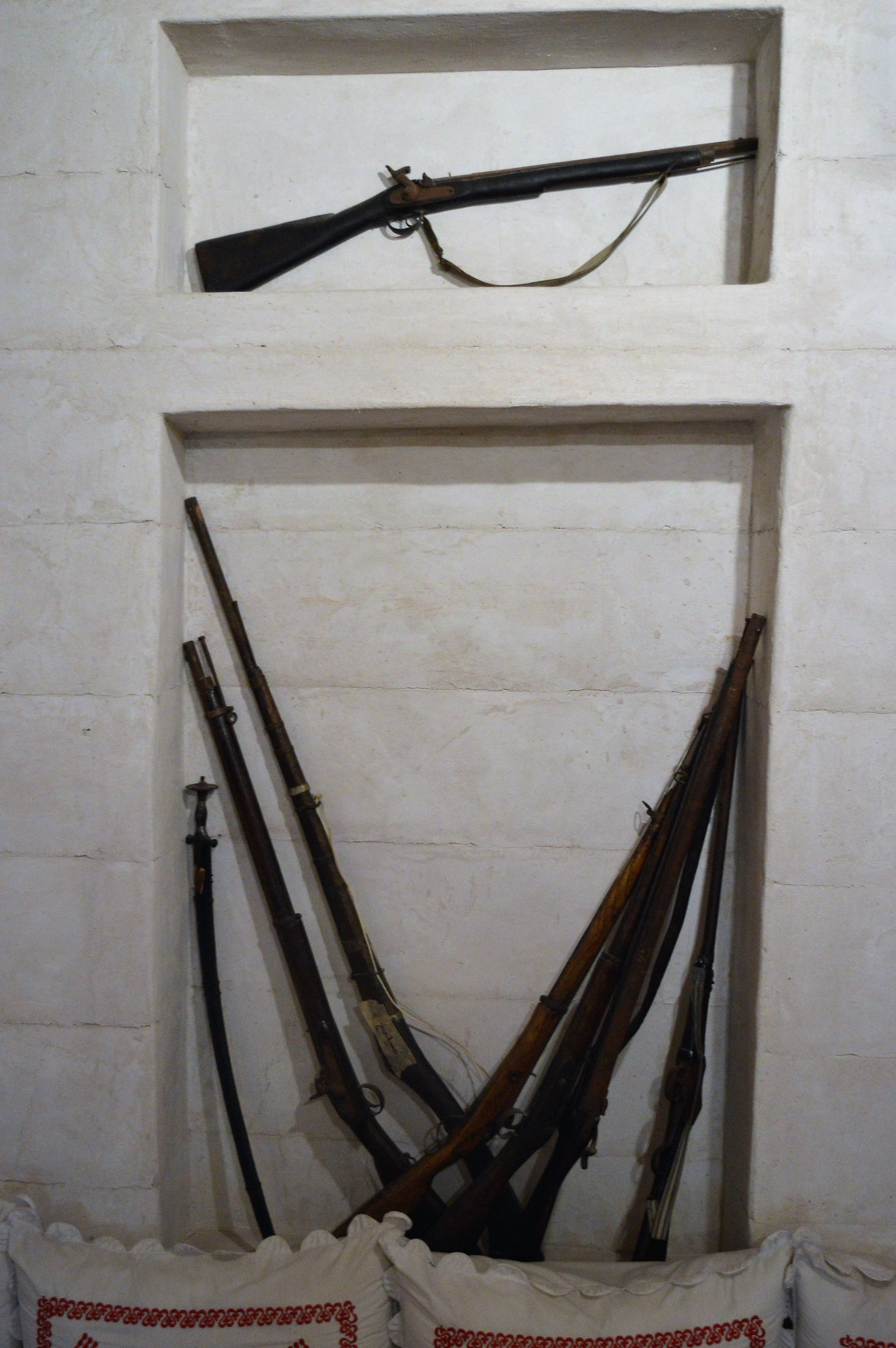
أسلحة معروضة في متحف رأس الخيمة الوطني

تم التبرع جزئيًا بمجموعات المتحف من قبل سكان المدينة وعائلة القواسم. حيثُ يحتوي المتحف على مجموعات من الفخار والرسوم التوضيحية الأثرية وإعادة بناء المواقع والأنماط التي تعود إلى العصر الحديدي والعصر الساساني والعصر الإسلامي المبكر. كما يضم المتحف مجموعة من شباك الصيد. ويحتوي المتحف على عملة من القرن التاسع عشر عثر عليها في قصر الفلاية ، حيث تم توقيع معاهدة السلام بين البريطانيين والإمارات المتصالحة ، وتسمى هذه العملة "مرصوف القواسم"وهي عملة معدنية مسكوكة في بداية القرن التاسع عشر. بالإضافة إلى ذلك ، يحتوي المتحف على مدبسة، وهي قطعة أثرية كانت تستخدم في كافة أنحاء الخليج لجمع عصير التمر منذ 2000 عام، وعملة ذهبية من القرن الثاني عشر ، وبذور نخيل عمرها 4000 عام تم العثور عليها في موقع مستوطنة شمال العصر البرونزي. ويحتوي المتحف على أختام أسطوانية من وادي القور. يحتوي المتحف على شاهد قبر يعود لداود بن موسى ، عثر عليه سكان رأس الخيمة في السبعينيات. في أكتوبر 2020 ، أطلق المتحف معرض تمرة ، حول أهمية وتاريخ شجرة النخيل في الممارسات الثقافية والتراثية في المنطقة. يحتوي المتحف على اسلحة اثرية واثار عثر عليها في امارة رأس الخيمة ، اضافة الى ان المتحف يحتوي على غرفة خاصة مخصصة للفضيات تحتوي على مجموعة من المجوهرات الفضية.